# Melipotis gubernata
Melipotis gubernata là một loài bướm đêm trong họ Erebidae.